# 国会議員の秘書の給与等に関する法律
国会議員の秘書の給与等に関する法律（こっかいぎいんのひしょのきゅうよとうにかんするほうりつ、平成2年6月27日法律第49号）は、国会議員秘書の給与に関する日本の法律である。

## 概要
国会議員の公設秘書の給与について規定した法律。国会議員の秘書の給料等に関する法律（昭和32年法律第128号）の全部を改正する形で制定された。
給与の級及び号給に係る在職期間、昇給、各種手当、災害補償や退職手当を規定している。

## 公設秘書の給与
| 級 | 号 給 | 給 料 月 額      |
| -- | ----- | ---------------- |
| 一 | 一    | 三四四、三〇〇円 |
| 一 | 二    | 三六二、二〇〇円 |
| 二 | 一    | 四一七、四〇〇円 |
| 二 | 二    | 四二七、四〇〇円 |
| 二 | 三    | 四三七、四〇〇円 |
| 二 | 四    | 四四七、四〇〇円 |
| 二 | 五    | 四五七、五〇〇円 |
| 二 | 六    | 四六七、五〇〇円 |
| 二 | 七    | 四七七、五〇〇円 |
| 二 | 八    | 四八四、二〇〇円 |
| 二 | 九    | 四九〇、九〇〇円 |
| 三 | 一    | 五〇八、七〇〇円 |
| 三 | 二    | 五一九、六〇〇円 |
| 三 | 三    | 五二六、八〇〇円 |
| 三 | 四    | 五三四、〇〇〇円 |

| 級 | 号 給 | 給 料 月 額      |
| -- | ----- | ---------------- |
| 一 | 一    | 二六九、三〇〇円 |
| 一 | 二    | 二七三、三〇〇円 |
| 二 | 一    | 三〇七、五〇〇円 |
| 二 | 二    | 三一四、九〇〇円 |
| 二 | 三    | 三二二、三〇〇円 |
| 二 | 四    | 三二九、六〇〇円 |
| 二 | 五    | 三三七、〇〇〇円 |
| 三 | 一    | 三六四、五〇〇円 |
| 三 | 二    | 三七二、六〇〇円 |
| 三 | 三    | 三八〇、八〇〇円 |
| 三 | 四    | 三八九、〇〇〇円 |
| 三 | 五    | 三九四、四〇〇円 |